# Paul Nicorescu
Paul Nicorescu (n. 29 iunie 1890, Joseni, azi Dărmănești, județul Bacău – d. 24 iunie 1946, Iași) a fost un istoric român și arheolog român, profesor la Universitatea din Iași. A obținut licențele în Drept (1913) și Litere (1914) la Universitatea din București și a fost numit asistent onorific (1913) și apoi titular (1916) la Muzeul Național de Antichități de pe lîngă Universitatea din București. A participat la săpături arheologice în Dobrogea, la Ulmetum și Histria, alături de Vasile Pârvan. A fost bursier al Școlii române din Roma între anii 1922-1924.
După susținerea tezei de doctorat în litere și filosofie la Universitatea din București, în 1925, a fost numit, în 1927, profesor titular de istorie antică, epigrafie și antichități la Facultatea de Litere din Iași. Pe lângă activitatea didactică și științifică, a fost director al Muzeului de Antichități al Universității din Iași după moartea lui Orest Tafrali și director al Seminarului pedagogic universitar din Iași (1933-1938).

## Distincții
- Ordinul Meritul Cultural, în gradul de Cavaler cl. II, pentru litere (1 februarie 1943)[3]